# Кончи, Экерем
Экерем Кончи (алб. Eqerem Konçi, годы жизни неизвестны) — албанский шахматист.
Чемпион Албании 1967 г.
В составе сборной Албании участник трех шахматных олимпиад (1960, 1962 и 1970 гг.). Добился большого успеха на олимпиаде 1970 г., завоевав малую серебряную медаль в личном зачете: показал 2-й результат среди участников, заявленных в качестве вторых запасных.

## Спортивные результаты
| Год  | Город   | Соревнование                                  | + | − | = | Результат | Место |
| ---- | ------- | --------------------------------------------- | - | - | - | --------- | ----- |
| 1960 | Лейпциг | XIV Олимпиада (сборная Албании, 3-я доска)    | 6 | 6 | 6 | 9 из 18   |       |
| 1962 | Варна   | XV Олимпиада (сборная Албании, 3-я доска)     | 6 | 3 | 5 | 8½ из 14  |       |
| 1967 |         | Чемпионат Албании                             |   |   |   |           | 1     |
| 1970 | Зиген   | XIX Олимпиада (сборная Албании, 2-й запасной) | 5 | 1 | 4 | 7 из 10   |       |